# トンマーゾ・アラン
トンマーゾ・アラン（Tommaso Allan、1993年4月26日 - ）は、トップ14、USAペルピニャンに所属するラグビーユニオン選手。

## プロフィール
- イタリア・ヴィチェンツァ出身。
- ポジションはスタンドオフ(SO)、フルバック(FB)。
- 身長 184cm、体重 91kg
- U20スコットランド代表に選ばれたことがある[1]。
- イタリア代表キャップは60（2021年1月現在）でラグビーワールドカップ2019のイタリア代表に選ばれた[2]。

## 略歴
USAペルピニャンを経て、2016年、ベネットンに加入。
2021年、ハーレクインズに加入。